# Ruta Estatal de Nevada 159
La Ruta Estatal de Nevada 159 es una carretera estatal con dirección este-oeste en el sur de Nevada, en el área de Las Vegas.

## Descripción de la ruta
La Ruta Estatal 159 tiene dos segmentos distintos. El primer segmento es una carretera rural de dos carriles que empieza en el cruce con la SR 160. La carretera sigue al noroeste a través de Blue Diamond, hacia Spring Mountain Ranch State Park. Desde aquí, la carretera gira hacia el noreste, alrededor de Red Rock Canyon hasta los límites del oeste de la ciudad de Las Vegas. Este segmento de la SR 159 es conocido en los mapas como Blue Diamond Road pero también se refieren a él como Red Rock Canyon Road.  
Cuando la SR 159 entra en la ciudad de Las Vegas, recibe el nombre de Charleston Boulevard.  La carretera cruza el Anillo periférico de Las Vegas y sigue a través de la de la comunidad planificada de Summerlin.  La SR 159 continúa por el este, llega a la Interestatal 15 y pasa por el sur de Las Vegas.  Desde ahí, la carretera sigue al este y se encuentra la Interestatal 11 y las U.S. Routes 93 y 95 antes de llegar a Nellis Boulevard (SR 612). La SR 159 termina tres millas al este, cerca de Sunrise Mountain.

## Historia
Una parte de la esta ruta fue previamente designada como US 95 alternativa para evitar el centro de Las Vegas. Empezaba en la calle Fremont (SR 582) y continuaba hacia el oeste hasta Rancho Drive (SR 599), donde giraba al norte y volvía a conectarse con la US 95. La ruta alternativa se dejó de utilizar en la década de 1980.
Una parte de la SR 159 había sido designada como la Ruta Estatal 587. No está claro si se acordó o no.

## Intersecciones principales
Toda la ruta se encuentra en el condado de Clark.
| Ubicación | Milla                      | Destino                                                                 |
| --------- | -------------------------- | ----------------------------------------------------------------------- |
|           |                            | SR 160 (Blue Diamond Road, Pahrump Valley Highway) – Las Vegas, Pahrump |
| Las Vegas |                            | CC 215 (Anillo periférico de Las Vegas)                                 |
| Las Vegas | SR 595 (Rainbow Boulevard) |                                                                         |
| Las Vegas | SR 596 (Jones Boulevard)   |                                                                         |
| Las Vegas | SR 599 (Rancho Drive)      |                                                                         |
| Las Vegas | I 15                       |                                                                         |
| Las Vegas | Las Vegas Boulevard        |                                                                         |
| Las Vegas | SR 582 (Calle Fremont)     |                                                                         |
| Las Vegas | I 11 US 93 US 95           |                                                                         |
| Las Vegas | SR 612 (Nellis Boulevard)  |                                                                         |